# Guinevere Turner
Guinevere Jane Turner (nascida em 23 de maio de 1968) é uma atriz e roteirista norte-americana, natural de Boston, do estado de Massachusetts. É reconhecida por roteirizar filmes como Psicopata Americano e The Notorious Bettie Page e por interpretar o papel principal da dominatrix, Tanya Cheex, em Preaching to the Perverted. É a mais velha dos cinco irmãos.

## Carreira
Turner e a diretora de I Shot Andy Warhol, Mary Harron, escreveram um roteiro, o qual acabou sendo escolhido para a versão cinematográfica do polêmico romance American Psycho, de Bret Easton Ellis. A atriz teve uma breve participação no filme, no qual ela transmite a piada "Não sou lésbica!" (Turner é abertamente lésbica).
Turner apareceu no cinema com o filme Go Fish, o qual ela corroteirizou e coproduziu com a então sua namorada, Rose Troche. Turner também estrelou o filme, retratando uma jovem chamada Max, cujos amigos a ajudam a encontrar uma nova namorada, Ely, retratada por VS Brodie. Em 2015, Turner coescreveu o roteiro de The Notorious Bettie Page com Mary Harron, a qual dirigiu o filme. A primeira incursão de Turner na TV web foi a série de drama online FEED (2008), dirigido por Mel Robertston e lançado no AfterEllen.com. Em 2014, Turner atuou, junto com Nayo Wallace, Candis Cayne e Cathy DeBuono, na comédia de terror Crazy Bitches. Turner dirigiu vários curtas-metragens, tais como The Hummer e Hung, os quais já foram apresentados em muitos festivais internacionais de cinema.